# 아이사 만디
아이사 만디(아랍어: عيسى ماندي, Aïssa Mandi, 1991년 10월 22일 ~ )는 알제리 축구 선수이며, 현재 비야레알 CF에서 뛰고 있다.